# Oliver Jackson
Oliver Jackson (Detroit, 28 april 1933 - New York, 29 mei 1994) was een Amerikaanse jazz-drummer. 
Jackson speelde in de jaren veertig met Thad Jones, Tommy Flanagan en Wardell Gray. Met de drummer Eddie Locke had hij een variété-show Bop & Locke. Hij speelde van 1954 tot 1956 bij Yusef Lateef en trad in de jaren erna op in Metropole in New York. Hij werkte met Teddy Wilson, Charlie Shavers (1959-1961), Buck Clayton, Joe Newman (1960), Benny Goodman (1962), Oliver Nelson, Gene Ammons, Lionel Hampton (1962-1964), Kenny Burrell, Lucky Thompson, Earl Hines (1964-1970), Illinois Jacquet (1969) en het JPJ Quartet met Budd Johnson. In de jaren zeventig speelde hij opnieuw met Charlie Shavers, werkte onder meer mee aan een album van Roy Eldridge en werkte met Sy Oliver (1975-1980) en de Newport All-Stars. In de jaren negentig werkte hij mee aan de Buck Clayton Legacy.
Tussen 1977 en 1984 nam hij als leider vijf platen voor Black & Blue Records op. In 1993 verscheen bij Nagel-Heyer Records zijn laatste album, The Great Last Concert.

## Discografie (selectie)
- Oliver Jackson Trio/Cliff Smalls, Black & Blue, 1979
- Billie's Bounce, Black & Blue, 1984
- The Great Last Concert (live, 1993), Nagel-Heyer, 2000